# Andrej Vysjinski

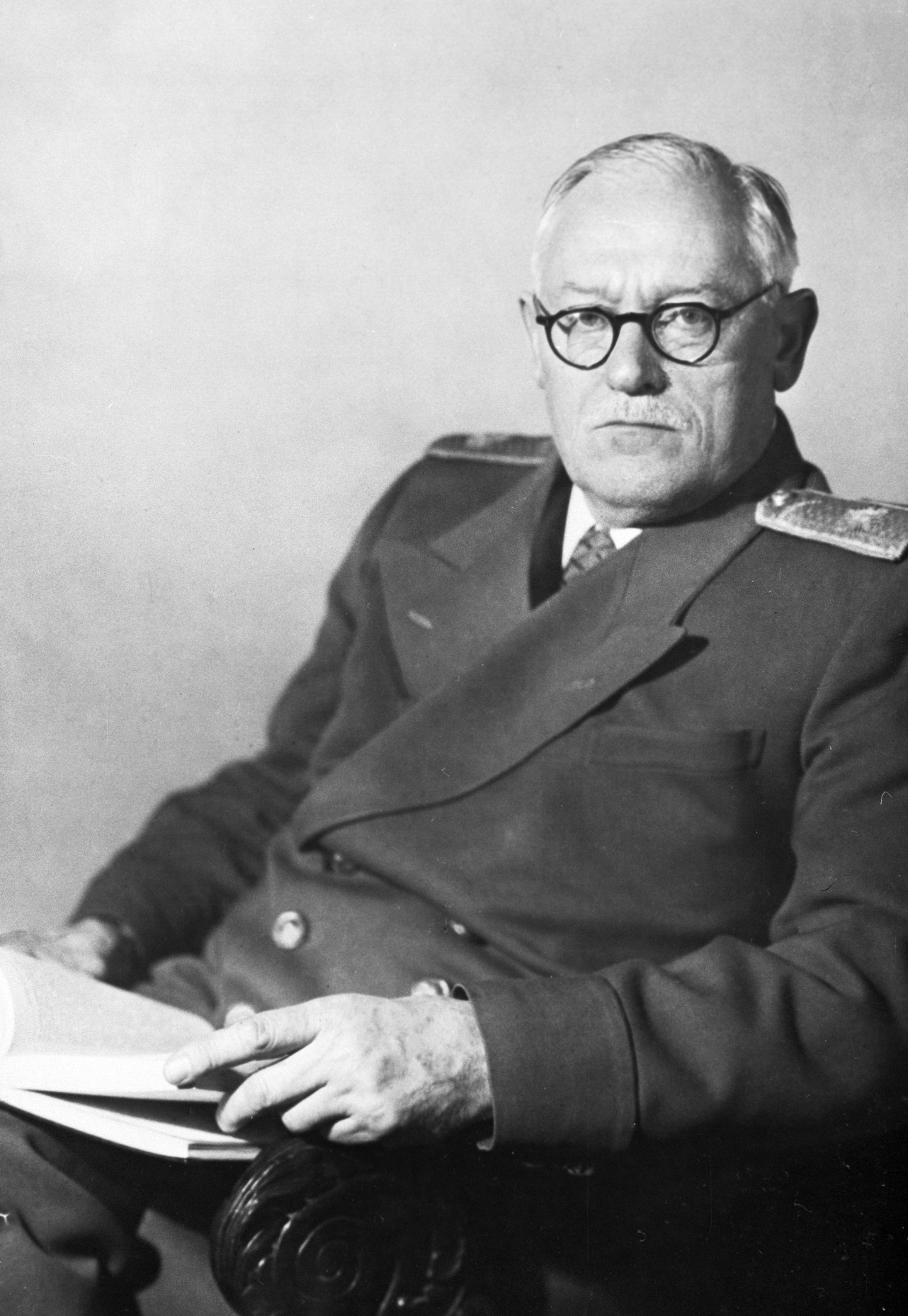
Andrej Vysjinski in 1940

Andrej Januarjevitsj Vysjinski (Russisch: Андре́й Януа́рьевич Выши́нский) (Odessa, 10 december 1883 - New York, 22 november 1954) was een Russisch rechtsgeleerde en politicus. In de periode 1936-1938 was hij de openbare aanklager tijdens de Moskouse showprocessen, van 1949 tot 1953 was hij minister van Buitenlandse Zaken.

## Leven
Vysjinski was de zoon van een hoge tsaristische beambte. Hij sloot zich in 1903 aan bij de Russische Sociaaldemocratische Arbeiderspartij (de ‘mensjewieken’). In 1913 studeerde hij af in de rechten aan de Universiteit van Kiev, ging er daarna als wetenschappelijk medewerker aan de slag, maar moest vanwege revolutionaire activiteiten Kiev verlaten, op last van de politie.
In 1920 trad Vysjinski toe tot de Communistische Partij, verwierf snel het vertrouwen van Stalin en maakte aanvankelijk carrière als rechtentheoreticus. Van 1923 tot 1925 was hij procureur-generaal bij het Opperste Gerechtshof, van 1925 tot 1928 rector van de Universiteit van Moskou, daarna volkscommissaris van Justitie en van 1935 tot 1939 opnieuw procureur-generaal en tevens hoofdaanklager van de Sovjet-Unie.
Vysjinski verwierf internationale bekendheid door zijn ‘toornige’ optreden als procureur-generaal tijdens de drie grote Moskouse showprocessen (1936-1938), waarbij hij de gefingeerde aanklachten steeds met veel pathos en gevoel voor dramatiek uitsprak. Als zodanig wordt hij ook beschouwd als een der belangrijkste handlangers van Stalin bij het ten uitvoer brengen van diens grote zuiveringspolitiek. Vysjinski had ook in belangrijke mate de hand in de aanpassing van het Russische rechtssysteem, waarbij de almacht van Stalin en de hoogste organen van de partij werden versterkt. Zo liet hij in de wet opnemen dat iemand die een bekentenis deed altijd schuldig was ongeacht wat verder nog te berde kwam.

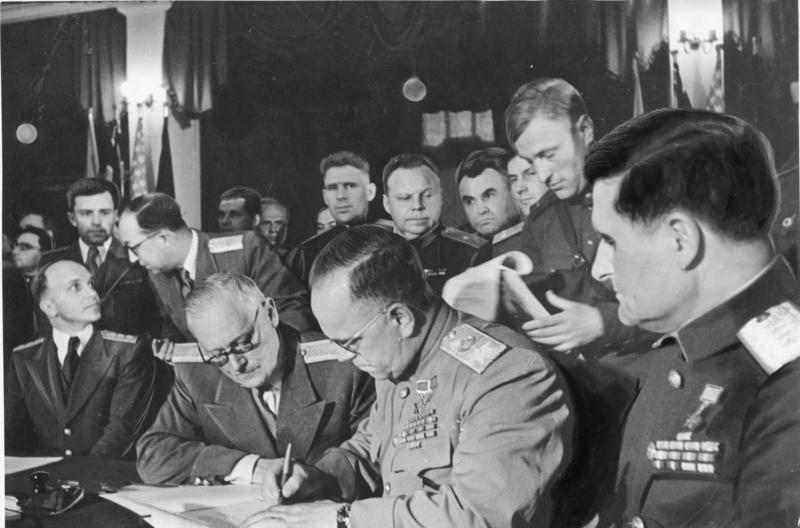
Andrej Vysjinski, links van maarschalk Georgi Zjoekov, die tekent voor de onvoorwaardelijke capitulatie van Duitsland, 8 mei 1945

In 1939 werd Vysjinski voorzitter van de Raad van Volkscommissarissen en in 1940 tevens plaatsvervangend volkscommissaris van Buitenlandse Zaken, onder Molotov. In datzelfde jaar werd hij ook als gevolmachtigde naar Letland gestuurd, waar hij een marionettenregering installeerde. Van 1949 tot 1953 was hij minister van Buitenlandse Zaken, daarna afgevaardigde van de Sovjet-Unie bij de Verenigde Naties.
Vysjinski stierf in 1954 tijdens een verblijf in New York.

## Trivia
- Vysjinski stond bekend om zijn 'morbide' trekjes. Zo had hij midden jaren dertig zijn oog laten vallen op de datsja van politicus Leonid Serebrjakov: “Ik kan mijn ogen er niet vanaf houden”, zei hij eens tegen hem: “Je bent een gelukkig man Leonid”. Een paar dagen na diens arrestatie op 17 augustus 1936 eiste Vysjinski het huis voor zichzelf op. Serebrjakov werd tijdens het tweede Moskouse showproces door Vysjinski ter dood veroordeeld.[1]